# The Cliff House at Pikes Peak
Pour l’article homonyme, voir Cliff House.
The Cliff House at Pikes Peak est un hôtel américain situé à Manitou Springs, dans le Colorado. Ouvert en 1874, il est inscrit au Registre national des lieux historiques depuis le 27 mars 1980 et est membre des Historic Hotels of America depuis 2001.